# Miss Italia 1948
Miss Italia 1948 si svolse sempre a Stresa come le precedenti, il 26 e il 27 settembre 1948. Vinse la triestina Fulvia Franco, 17 anni, studente dello scientifico ed è insegnante di ginnastica. L'organizzazione fu diretta da Dino Villani.

## Risultati
| Risultato finale | Concorrente                             |
| ---------------- | --------------------------------------- |
| Miss Italia 1948 | - – Fulvia Franco (Miss Venezia Giulia) |
| 2ª classificata  | - – Ornella Zamperetti (Miss Emilia)    |
| Miss Sorriso     | - – Renata Ferro (Miss Sorriso Liguria) |